# Macaos flag
Macaos flag blev vedtaget i 1999 efter overførsel fra Portugal til Kina. Det tidligere anvendte flag var det portugisiske nationale flag.
| Flag | Spire Denne artikel om flag eller vexillologi er en spire som bør udbygges. Du er velkommen til at hjælpe Wikipedia ved at udvide den. |